# Hubert Thome
Hubert Thome (* 4. Januar 1892 in Rommersheim; † 7. Oktober 1970 ebenda) war ein deutscher Landwirt und Politiker (Zentrum, CDU).

## Leben
Nach dem Besuch der Volksschule absolvierte Thome eine praktische und theoretische Ausbildung in der Landwirtschaft. Im Anschluss arbeitete er als selbständiger Landwirt in Rommersheim und wurde 1924 in der Berufsorganisation des Trier-Bauernvereins tätig. Von 1914 bis 1918 hatte er als Soldat am Ersten Weltkrieg teilgenommen und wurde zweimal verwundet. Für seine Verdienste wurde er mit dem Eisernen Kreuz II. Klasse und dem Verwundetenabzeichen ausgezeichnet.
Während der Zeit der Weimarer Republik war Thome Mitglied der Zentrumspartei. Er wurde 1922 Mitglied des Kreistages des Kreises Prüm und war von 1932 bis 1933 Mitglied des Preußischen Landtages. Während der Zeit des Nationalsozialismus wurde er zweimal verhaftet.
Nach dem Zweiten Weltkrieg war Thome Mitglied des Präsidiums des Bauernverbandes Rheinland-Nassau. Er trat nach 1945 in die CDP ein, aus der später der rheinland-pfälzische Landesverband der CDU hervorging. Von 1945 bis 1946 amtierte er als Landrat des Landkreises Prüm. Von 1946 bis 1947 war er Mitglied der Beratenden Landesversammlung des Landes Rheinland-Pfalz. Danach wurde er in den Rheinland-Pfälzischen Landtag gewählt, dem er bis 1959 angehörte.